# Erin Johnson
Erin Johnson (Crystal Lake, 27 dicembre 1990) è una pallavolista statunitense.
Gioca nel ruolo di centrale nel Dresdner Sportclub 1898.

## Carriera
La carriera di Erin Johnson inizia nei tornei di pallavolo scolastici dell'Illinois, giocando con la Crystal Lake South High School. Concluse le scuole superiori entra a far parte della squadra di pallavolo femminile della University of Illinois at Urbana-Champaign, impegnata in NCAA Division I, dove gioca dal 2009 al 2012, raggiungendo la finale nazionale della NCAA Division I 2011.
Dopo un periodo di inattività, nel gennaio 2014 firma il suo primo contratto professionistico, approdando in Austria alla formazione dell'ASKÖ Linz-Steg, per la seconda parte della 1. Bundesliga 2013-14. Dopo un nuovo periodo di inattività, nella stagione 2016-17 torna a calcare i campi da pallavolo, ingaggiata in Germania dal Dresdner Sportclub 1898, club della 1. Bundesliga.